# Żarów

Mapa de Polonia donde se encuentra Żarów.

Żarów (pronunciado / ˈʒaruf /, Saarau en alemán) es una ciudad polaca ubicada en el sur del Voivodato de Baja Silesia, en el territorio de los Pre-Sudetes. La ciudad se encuentra a once kilómetros de Świdnica, treinta y cinco de Wałbrzych y cincuenta de Breslavia, en el cruce de importantes rutas ferroviarias y por carretera de la Baja Silesia. 
- Datos: Q393043
- Multimedia: Żarów / Q393043